# Терланн, Элизабет
Эли́забет Те́рланн (норв. Elisabeth Terland; родилась 28 июня 2001, Ставангер) — норвежская футболистка, нападающая женской команды «Манчестер Юнайтед» и женской сборной Норвегии.

## Клубная карьера
Тренировалась в клубе «Нербё», в возрасте 13 лет стала игроком футбольной академии клуба «Брюне». Тренировалась в основном вместе с юношескими мужскими командами того же возраста.
В декабре 2016 года перешла в женскую команду норвежского клуба «Клепп». 17 апреля 2017 года 15-летняя Терланн дебютировала в высшем дивизионе женского чемпионата Норвегии. В 2018 году помогла команде занять второе место в чемпионате.
В октябре 2019 года газета Aftenposten назвала Терланн самой талантливой норвежской футболисткой.
В ноябре 2020 года Терланн перешла в клуб «Саннвикен» (в 2022 году клуб изменил название на «Бранн»). В 2021 году Терланн стала чемпионкой страны в составе команды. 20 марта 2022 года Терланн забила первый гол в истории «Бранна» в чемпионате Норвегии (после изменения названия команды).
1 августа 2022 года Терланн стала игроком английского клуба «Брайтон энд Хоув Альбион», подписав двухлетний контракт. В начале сезона 2023/24 норвежка забила 5 голов в 6 матчах. По окончании сезона 2023/24 Терланн покинула клуб в связи с окончанием контракта.
17 июля 2024 года стало известно, что Терланн подписала двухлетний контракт с «Манчестер Юнайтед» с опцией продления ещё на год. 21 сентября 2024 года она дебютировала за «Манчестер Юнайтед» в матче против «Вест Хэм Юнайтед» на стадионе «Олд Траффорд». 13 октября 2024 года забила свои первые голы за клуб, сделав «дубль» в игре Женской суперлиги против «Тоттенхэм Хотспур».

## Карьера в сборной
Выступала за сборные Норвегии разных возрастов, включая сборные до 17 и до 19 лет.
8 апреля 2021 года дебютировала в составе главной женской сборной Норвегии, выйдя на замену в матче против сборной Бельгии.
В 2022 году Терланн сыграла на женском чемпионате Европы, который прошёл в Англии.

## Достижения
«Бранн»
- Чемпионка Норвегии: 2021

«Манчестер Юнайтед»
- Финалистка Женского кубка Англии: 2024/25